# Carrara
Carrara er en by i Toscana i Norditalien, , med omkring 59.905(2023) indbyggere. Marmorbruddene her har siden romersk tid forsynet mange af verdens største billedhuggere, bl.a. Michelangelo, Thorvaldsen og Rodin, med marmor. 
Ligeledes er det berømte Carrara-marmor brugt i mange bygninger. Selv mange nutidige danske bygninger indeholder Carrara-marmor, Nordjyllands Kunstmuseum og Københavns Lufthavn har gulv i det lyse stenmateriale.